# Triều Tiên Nhân Tông
Triều Tiên Nhân Tông (chữ Hán: 朝鮮仁宗; Hangul: 조선 인종; 10 tháng 3, 1515 – 8 tháng 8, 1545) là vị vua thứ 12 của nhà Triều Tiên. Ông trị vì từ năm 1544 đến năm 1545, là một trong những vị Quốc vương trị vì ngắn nhất trong lịch sử Triều Tiên. Trong suốt thời kì trị vì, ông không tự thân làm gì đáng kể vì người mẹ kế là Văn Định Vương hậu đã nắm quyền nhiếp chính. Việc làm đáng kể của ông là điều tra và minh oan cho Triệu Quang Tổ.

## Tiểu sử
Triều Tiên Nhân Tông tên thật là Lý Hổ (李峼; 이호), ấu danh Ức Mệnh (億命), sinh ngày 25 tháng 2 (tức ngày 10 tháng 3 dương lịch), là con trai thứ tư của Triều Tiên Trung Tông Lý Dịch với người vợ thứ hai Chương Kính vương hậu Doãn thị, em gái của Doãn Nhâm (윤임, 尹任). Ngay sau khi ông được sinh ra vài ngày, mẹ ông đã mất do bệnh hậu sản. Do là con vợ cả, ông được gọi là Nguyên tử và là người chính thống thừa kế ngai vàng.
Đương thời Nhân Tông được đánh giá là một bậc thánh quân vì lòng hiếu thảo, đức tính rộng rãi, đời sống tình dục có chừng mực, hoàn toàn mang hình ảnh của một bậc hiền triết. Tuy nhiên đáng tiếc là do mắc bệnh lạ mà ngài ở ngôi mới 8 tháng hơn đã thăng hà, cũng là vị Đại vương có thời gian tại vị ngắn nhất trong lịch sử Triều Tiên.
Năm ông lên 2 tuổi, Văn Định vương hậu nhập cung đích để nuôi dưỡng Nguyên tử còn nhỏ tuổi. Dù là con thứ 4 nhưng là người con của một chính thất, ông đã được phong làm Thế tử vào năm 1520, nạp Thế tử tần (sau là Nhân Thánh vương hậu) năm 1524 và thừa kế ngai vàng vào năm 1544, khi ấy ông đã 29 tuổi.
Nhà vua có tham vọng và mong muốn cải tổ triều chính đã hủ hoá dù trong thời thời trị vì của cha mình là Triều Tiên Trung Tông đã cố cải cách nhưng không được. Tuy nhiên, sau khi lên ngôi ông đã nhanh chóng cho điều tra lại vụ án của Triệu Quang Tổ (Jo Gwang Jo) thời vua cha Trung Tông và đã minh oan cho Triệu Quang Tổ.
Triều Tiên Nhân Tông liên tục đau ốm và qua đời năm 1545. Khoảng ngày 1 tháng 7 (tức ngày 7 tháng 8 dương lịch), Nhân Tông qua đời mà không có người kế vị, tại Minh Chính điện (明政殿) của Xương Khánh cung. Cái chết của ông dấy lên nghi vấn là do gia tộc họ Doãn của Văn Định vương hậu và các anh em của bà ta.
Ông được an táng tại Hiếu lăng (孝陵).

## Mối quan hệ với kế mẫu
Theo Mộ chí của Nhân Tông, từ năm 3 tuổi ngài đã biết đọc chữ hiểu nghĩa nên Trung Tông vô cùng yêu thương và xem trọng ngài. Vì vậy, phụ vương sớm đã thiết lập Thị giảng viện tuyển chọn các sư phó và quan viên dạy dỗ cho ngài. Trung Tông còn đích thân viết những lời răn rồi dạy cho ngài, Nhân Tông luôn ghi lòng tạc dạ không quên. Sau khi trưởng thành còn tận tay chép nó lên bình phong để cảnh tỉnh bản thân. Đến năm Nhân Tông được 6 tuổi (1520), Trung Tông sắc phong ngài làm Thế tử và năm sau thì nhà Minh ban cáo mệnh sắc phong. Năm Trung Tông thứ 17 (1522), Thế tử được tiến hành lễ Gia quan và cho nhập học ở Thành Quân quán.
Đến năm Trung Tông thứ 19 (1524), ngài đón con gái của Phác Dung (박용,朴墉) làm Thế tử tần (tức Nhân Thánh Vương hậu [인성왕후,仁聖王后]). Nhân Tông tính tình ôn hòa, hiếu thảo có thừa và quan hệ giữa các huynh đệ cũng vô cùng cung kính hữu lễ. Việc này thể hiện trong sự kiện "Chước thử chi biến" và "Giả tác nhân đầu", dù Thế tử là người bị yểm bùa chú nhưng ngài vẫn khẩn xin phụ vương phục vị cho Phúc Thành Quân cũng như hai vị Ông chúa là con của Kính tần Phác thị. Mặc dù Phúc Thành Quân đã bị ban chết từ trước nhưng việc khôi phục tước vị cũng là việc an ủi cho vong linh của ngài.
Ngoài ra, Nhân Tông còn biết kiềm chế đời sống tình dục. Khi ở Đông cung, ngài cho đuổi hết tất cả cung nữ mặc áo quần sặc sỡ và không cho phép bất kỳ nữ nhân nào lại gần mình. Đây được cho là Nhân Tông đã thấm nhuần sâu sắc tư tưởng đạo học. Chính vì tính cách này của ngài mà kế mẫu Văn Định Vương hậu mới có thể ngấm ngầm bày mưu dẫn đến bản thân phải chết trẻ.
Sinh mẫu của Nhân Tông là Chương Kính Vương hậu sau khi hạ sinh ngày được 7 ngày thì qua đời nên có thể nói là Nhân Tông được lớn lên trong vòng tay của Văn Định Vương hậu. Tuy nhiên bà được đánh là một người phụ nữ tâm cơ nên luông không vừa ý với người con của vợ trước này.
Theo dã sử, Văn Định Vương hậu đã không ít lần cố ý mưu sát Nhân Tông. Khi ngài còn ở ngôi Thế tử, có một đêm ngài cùng Tần cung đang ngủ thì bỗng Đông Cung phát hỏa. Tuy nhiên, Thế tử không hốt hoảng mà lại đánh thức Tần cung bảo bà ra ngoài trước. Còn bản thân thì ngồi yên trong đám cháy và la lên lửa thiêu chết ta rồi. Thế tử nói như thế là vì biết rõ chủ mưu phóng hỏa là ai. Trước đó, Văn Định Vương hậu đã không ít lần cố sát hại Thế tử nhưng những lúc như thế ngài đều may mắn thoát nạn. Dù cho là kế mẫu nhưng Văn Định Vương hậu lại rắp tâm muốn giết ngài, đạo làm con "phụ xử tử vong, tử bất vong bất hiếu" nên ngài mới có ý định ngồi yên để chết cháy trong đám lửa.
Nghe thấy tiếng thét của Thế tử, Tần cung không thể bỏ lại ngài một mình nên quyết ở lại. Tuy nhiên, lửa cháy rực lên đến mức hai người sắp không trụ được thì nghe thấy bên ngoài có tiếng hô thất thanh. Chính là giọng của Trung Tông gọi Thế tử đang ngập trong biển lửa. Nghe thấy tiếng của phụ vương, Thế tử mới nói nếu bây giờ ta chết thì vẹn hiếu đạo với Trung điện nhưng lại bất hiếu và bất trung với phụ vương. Cuối cùng ngài cùng Tần cung chạy thoát ra khỏi đám cháy.
Ngọn lửa này được cho là có người đã buộc những đốm lửa vào đuôi nhiều con chuột rồi thả chúng vào Đông cung dẫn đến phát hỏa. Dù là không xử tội kẻ chủ mưu trong vụ hỏa hoạn nhưng cũng cần phải điều tra rõ ràng. Vậy mà Nhân Tông dù biết rõ ai là kẻ đầu sỏ nhưng vẫn không hé một lời, vì vậy mà thời gian dần trôi người ta cũng chỉ xử lý cho qua. Do đó mà sự kiện Đông Cung phát hỏa là có thật nhưng ngọn ngành thì không rõ nên người đời mới cho rằng chủ mưu là Văn Định Vương hậu, trở thành một câu chuyện dã sử.
Trải qua 25 năm tại ngôi Thế tử và trải qua bao lần bị ám hại, cuối cùng ngài lên ngôi Đại vương ở tuổi 30 (1544) tại Minh Chính điện ở Xương Khánh cung. Sau khi lên ngôi thì Nhân Tông đã phục chức cho Triệu Quang Tổ cùng những người bị hại trong Kỉ Mão sĩ họa và cho khôi phục lại kì thi Hiền lương khoa. Ngoài ra trong thời gian trị vì của mình, ngài muốn hiện thực hóa tư tưởng đạo học mà mình đã thầm nhuần để ứng dụng vào bộ máy chính trị. Vì vậy Nhân Tông đã cho những người của phái Sĩ lâm vào triều làm việc. Do đó mà những người dấn thân vào chính trường lúc đó đều là các đại học giả như Lý Ngạn Địch (이언적,李彦迪) và Liễu Quán (유관,柳灌).
Tuy nhiên, chí lớn của mình chưa thành thì Nhân Tông đã qua đời ở tuổi 31, ở ngôi chỉ vừa quá 8 tháng. Việc ra đi vội vã của Nhân Tông cũng được cho là âm mưu của Văn Định Vương hậu. Mặc dù là kế mẫu nhưng Nhân Tông luôn hiếu thảo hết mực với bà, người mẹ nuôi nấng mình khôn lớn. Dù vậy, Văn Định Vương hậu luôn đối đãi với ngài như kẻ thù, khi dâng trà vấn an cho thì bà luôn hỏi Nhân Tông là khi nào thì giết bà và Khánh Nguyên Đại quân. Nhưng ngài không ghét bỏ hay trách móc gì bà mà ngược lại còn nghĩ bản thân vẫn chưa đủ hiếu thảo mà tự trách bản thân. Thậm chí người ta còn đồn đoán rằng Nhân Tông không có người con trai nào là để nhường vương vị lại cho Khánh Nguyên Đại quân là con trai của Văn Định Vương hậu chỉ để làm hài lòng bà.
Theo dã sử, việc Nhân Tông bị bệnh qua đời được cho là ăn phải bánh tteok có độc được Văn Định Vương hậu đưa cho. Chuyện là ngày nọ khi Nhân Tông đến Đại phi điện để vấn an thì hôm đó Văn Định Vương hậu lại đặc biệt khác với ngày thường, trên miệng luôn nở nụ cười mà niềm nở đón tiếp ngài, còn dùng bánh tteok để tiếp đãi ngài. Lần đầu tiên trong đời Nhân Tông được kế mẫu tiếp đón nồng nhiệt như vậy nên không hề nghi ngờ mà ăn bánh tteok. Tuy nhiên không lâu sau đó, Nhân Tông bất ngờ đau bệnh triền miên và không bao lâu đã qua đời.
Thực tế thì đoạn dã sử trên chỉ để cho chúng ta thấy về sự miệt thị và ghen ghét của Văn Định Vương hậu đối với Nhân Tông. Còn việc thí sát Nhân Tông có hay không thì chính sử không ghi nhận. Ngoài ra, tâm cơ của Văn Định Vương hậu ngày một lớn hơn cũng chính do sự nhu nhược và lương thiện của Nhân Tông đối với bà gây ra.
Theo chính sử ghi nhận, ngày 26 tháng 6 năm Nhân Tông nguyên niên (1545) Nhân Tông đột nhiên bị bệnh và sức khỏe ngày một xấu đi. Ngày 29 tháng 6, hạ giáo thư trừ những kẻ phạm tội mưu phản và trọng tội, còn lại tất cả những phạm nhận được đại xá. Cũng trong đêm đó Nhân Tông tuyên bố thiền vị cho Khánh Nguyên Đại quân. Ngày 1 tháng 7 cùng năm Nhân Tông thăng hà tại Thanh Yến lâu (청연루,靑讌樓) ở Cảnh Phúc cung. Ngài được an táng tại Hiếu lăng (효릉,孝陵) thuộc quần thể Tây Tam lăng (서삼릉,西三陵). Minh Tông cùng triều thần dâng miếu hiệu là Nhân Tông và nhà Minh ban thụy là Vinh Tĩnh (영정,榮靖).

## Gia đình
- Cha: Triều Tiên Trung Tông Lý Dịch.
- Mẹ: Chương Kính vương hậu Doãn thị (章敬王后尹氏, 1491 - 1515), qua đời sau khi sinh Nhân Tông.
- Vương hậu: Nhân Thánh vương hậu Phác thị (仁聖王后朴氏; 1514 - 1577), người Phan Nam, là con gái của Cẩm Thành phủ viện quân Phác Đông (錦城府院君朴墉) và Văn Thiều phủ phu nhân họ Kim ở Nghĩa Thành (聞韶府夫人義城金氏).
- Hậu cung:

1. Thục tần họ Doãn (淑嬪尹氏), người ở Pha Bình, cháu gái của Chương Kính vương hậu. Vốn tư sắc diễm lệ, nhập cung làm thiếp của Nhân Tông lúc còn tại vị Thế tử. Khi lên ngôi Vương, Nhân Tông tấn phong vị Quý nhân rồi thăng lên Thục tần.
2. Huệ tần họ Trịnh (惠嬪鄭氏), người ở Khánh Châu, sơ phong vị Quý nhân, sau tấn phong thành Huệ tần.
3. Quý nhân họ Trịnh (貴人 鄭氏), người ở Diên Nhật, sơ phong vị Thục nghi. Dưới thời Minh Tông, được tấn tôn vị Chiêu nghi, rồi Quý nhân.
4. Lương đệ họ Doãn (良娣尹氏), thê thiếp của Nhân Tông lúc còn ở Đông cung, mất sớm.

## Thụy hiệu
- Vinh Tĩnh Hiến Văn Ý Vũ Chương Túc Khâm Hiếu Đại Vương
- 榮靖獻文懿武章肅欽孝大王
- Heonmun Yimu Changsuk Geumhyo Daewang